# Menci Group
Menci Group SpA est un groupe industriel italien qui possède, parmi ses nombreuses sociétés, plusieurs constructeurs de remorques et de semi-remorques parmi les plus réputées d'Italie. la société Menci SpA a été créée en 1927 à Castiglion Fiorentino dans la province d'Arezzo. 

## Histoire
La société MENCI & C. SPA a été créée en 1927 par Geremia Menci à Castiglion Fiorentino, dans la province d'Arezzo. Artisan forgeron, il a  très vite construit ses propres machines et outillages pour l'agriculture, notamment pour le labourage.
Durant les années 1960, ses trois enfants viennent travailler dans l'entreprise familiale et lentement l'activité de l'entreprise s'oriente vers d'autres secteurs d'activité au détriment de l'agriculture. Au cours des années 1970, la première citerne pour le transport de la nourriture animale est construite. Ce sera le début d'un grand industriel dans le secteur du transport industriel sur route.
La société devra attendre les années 1980 pour se faire connaître au niveau international dans ce secteur. Comme souvent, c'est au cours d'une période de récession que les miracles arrivent. Dans le cas de Menci SpA, ce sera encore l'agriculture qui sera le vecteur de l'essor de la société pour satisfaire ses besoins de transport sur route des produits.
La construction des citernes pour la nourriture animale avait conduit la société à recruter des spécialistes dans la soudure de tôles en inox et aluminium. C'est ce qui va révolutionner les productions Menci qui va s'orienter quasi exclusivement sur des productions en alliages légers. 
À partir de 2001, une partie de la clientèle réclama des citernes en acier inoxydable pour le transport de certains produits corrosifs ou dangereux. La production a été élargie à ce type de matériau pour les seuls semi-remorques citernes relevables, un domaine où Menci est le leader européen dans la catégorie de 22 à 92 m3. 
La croissance la plus importante de la société remonte aux années 2000 avec une production qui a dépassé les 1.800 semi-remorques par an. À partir de  2004, Menci a commencé à exporter une grande partie de ses productions dans le monde entier et notamment sur les marchés européens, mais aussi sud américain. En 2015, plus de 45% de la production était exportée.
La gamme des produits Menci en aluminium va des citernes pour liquides et produits pulvérulents aux bennes de chantier, surtout en Italie des tri bennes. En 2017, la société toscane disposait d'un site de 8 ha et d'une usine de 26.000 m² avec 150 salariés.

## Les productions Menci
La gamme de produits standard sont :
- remorques et semi-remorques en alliages légers et acier inoxydable pour les bennes relevables,
- châssis pour citernes et véhicules isothermes,
- citernes pour le transport de nourriture animale et produits pulvérulents.

Selon le code italien , les volumes des citernes peuvent aller jusqu'à 68.000 litres.

## Les filiales
- Zorzi - cet important constructeur de remorques et semi-remorques de chantier et transports exceptionnels de Trévise a été repris par le groupe Menci en juin 2016.
- Noma - Menci a constitué avec ce constructeur brésilien une joint-venture pour la production au Brésil des modèles Menci pour les marchés d'Amérique du Sud.
- Menci a racheté en 2013 le constructeur Alkom Srl de Vérone, spécialiste des citernes pour produits pétroliers.
- Menci a racheté en mai 2019 le constructeur italien Acerbi Rimorchi, le plus important producteur de citernes pour produits pétroliers, gaz et produits bitumineux.

Ce qui fait de Menci Group SpA le plus important constructeur italien de remorques et semi-remorques.

## Rappel du contexte italien
Il faut rappeler qu'en Italie, à la fin de la Seconde Guerre mondiale, les Nations unies ont appliqué des sanctions restrictives comme l'interdiction de construire des sous-marins et autres navires de guerre, des camions en version 6x4 , etc. C'est ce qui explique que pour assurer les transports lourds, les Italiens n'ont eu d'autre choix que d'ajouter des essieux et sont devenus les champions des essieux multiples autodirecteurs. À cette époque, les camions étaient des combinaisons porteur plus remorque à 4 essieux chacun pour un PTRA de 44 tonnes au total, 22 tonnes sur chaque véhicule. Ces sanctions ont été levées en 1960.
Contrairement à la France, il était (et est toujours) interdit aux transporteurs de mélanger les matières transportées dans les citernes. Les citernes pour liquides sont dédiées à un seul type de produit. Les liquides comestibles vin et lait ne peuvent pas être transportés dans la même cuve, même après lavage et désinfection. La capacité maximale est de 40 000 litres de carburant.
Les remorques pour le transport de ciment étaient très particulières, constituées de cinq cuves verticales, deux sur le porteur et trois sur la remorque pour un total de 20 m3 de ciment.   
Jusqu'en 1975, il n'y avait quasiment pas de semi-remorques en Italie, formule pénalisée par un PTRA de 35 tonnes seulement sur 5 essieux contre 44 tonnes pour un attelage porteur plus remorque. En 1974, le gouvernement italien annonce vouloir mettre rapidement en application les règles qui devaient unifier le transport sur route en Europe. Tous les pays étaient tombés d'accord sur une charge à l'essieu de 12 tonnes (compromis entre les 10 tonnes prônées par de très nombreux pays et les 13 tonnes de la France, accord qui avait été négocié pendant plus de 10 ans !), le PTRA et la longueur maximale des ensembles semi-remorques et trains routiers. En 1974, la France refuse de signer la convention. L'Italie impose alors son code avec 12 tonnes à l'essieu tout en conservant les 44 tonnes pour les camions porteurs plus remorque mais sur 6 essieux seulement et les semi-remorques sur 5 essieux (à l'italienne : tracteur 4x2 et semi tandem plus essieu simple autodirecteur ou tracteur 6x2/2 et tandem sur la semi. Pour les transports liés aux travaux publics dits Mezzo d'opera, les charges sont supérieures :  
- 33 tonnes pour un camion isolé 6x4,
- 40 tonnes pour un camion isolé 8x4 / 8x6 ou 8x8,
- 56 tonnes pour un semi-remorque avec tracteur 6x4 et tandem sur la semi.

Les transports exceptionnels sont classés hors catégorie mais doivent respecter la charge de 12 tonnes à l'essieu pour atteindre 720 tonnes au maximum.